# Anolis cybotes
Anolis cybotes (тібуронський кремезний аноліс) — вид ігуаноподібних ящірок родини анолісових (Dactyloidae). Ендемік Гаїті.

## Поширення і екологія
Тібуронські кремезні аноліси мешкають на заході півострова Тібурон на південному заході острова Гаїті. Вони живуть в тропічних лісах і прибережних заростях, трапляються в садах та на плантаціях, віддають перевагу порушеним територіям. Зустрічаються на висоті до 1830 м над рівнем моря. живляться комахами і павуками, відкладають яйця.